# Усманська волость
Усманська волость — історична адміністративно-територіальна одиниця Воронезького повіту Воронізької губернії з центром у селі Усмань.
Станом на 1885 рік складалася з 15 поселень, 12 сільських громад. Населення — 16 932 особи (7647 чоловічої статі та 8285 — жіночої), 2008 дворових господарств.
|                     | Площа, десятин | У тому числі орної, дес. |
| ------------------- | -------------- | ------------------------ |
| Сільських громад    | 31414          | 25275                    |
| Приватної власності | 4657           | 3122                     |
| Казенної власності  | 16             | —                        |
| Іншої власності     | 238            | 192                      |
| Загалом             | 35325          | 28589                    |

Поселення волості на 1880 рік:
- Усмань (Велика Усмань, Усмань Собакіна) — колишнє державне село при річці Усмань за 13 верст від повітового міста, 7409 осіб, 897 дворів, 2 православні церкви, 2 школи, 7 лавок, 2 паточних і 9 кромальних заводи, 63 вітряних млини. За 2 версти — винокурний завод, паровий млин.
- Крилово (Риканські висілки) — колишній державний хутір при річці Тамлик, 628 осіб, 76 дворів, православна церква, лавка.
- Рогачевка — колишнє державне село при річці Тамлик, 2905 осіб, 356 дворів, православна церква, школа, 5 лавок, 5 постоялих дворів, 35 вітряних млинів.
- Рикань (Мала Усмань) — колишнє державне село при річці Усмань, 1886 осіб, 280 дворів, православна церква, 6 лавок, 21 вітряний млин.
- Усманські висілки (Верхи) — колишні державні висілки при річці Тамлик, 932 особи, 123 двори, 13 вітряних млинів.
- Ушаково (Риканські висілки) — колишнє державне село при річці Тамлик, 571 особа, 69 дворів, 13 вітряних млинів.

За даними 1900 року у волості налічувалось 40 населених пунктів, 96 будівель та установ, 2160 дворових господарств, населення становило 14 258 осіб (7073 чоловічої статі та 7185 — жіночої).
1915 року волосним урядником був Іван Герасімов, старшиною був Павло Миколайович Єлметьєв, волосним писарем — Павло Іванович Целовальніков.